# Discorso escatologico

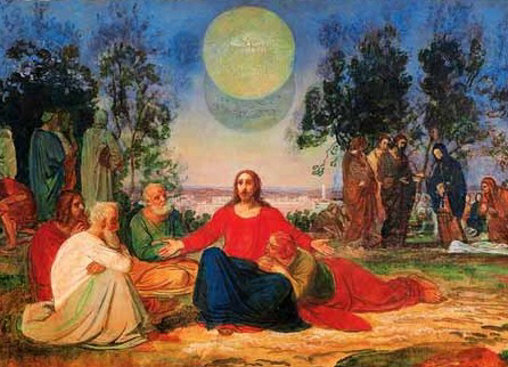
Aleskandr Ivanov, La predica di Cristo sul monte degli Ulivi riguardo la seconda venuta, 1840.

Il discorso escatologico, detto anche discorso olivetano oppure apocalisse sinottica, è un sermone di Gesù che si trova nei vangeli sinottici (Matteo 24, Marco 13 e Luca 21, 5-33) e che precede la descrizione della passione di Gesù.
Viene chiamato "discorso escatologico" poiché il tema trattato riguarda l'escatologia, cioè l'indagine sia circa il destino ultimo del singolo individuo e dell'intero genere umano relativamente alle loro aspettative ultramondane, sia circa il destino dell'universo. Il nome di "discorso olivetano" deriva dal fatto che Gesù lo pronuncia mentre si trova sul monte degli Ulivi; infine viene chiamato "apocalisse sinottica" nei confronti della più ampia Apocalisse di Giovanni. Nelle lingue anglofone è anche detto piccola apocalisse, mentre nel Cattolicesimo ciò designa la prima parte dell'apocalisse lucana.

## Inquadramento
È uno dei cinque grandi discorsi nell'ambito dei quali l'evangelista Matteo inquadra la predicazione di Gesù, alludendo al Pentateuco, i cinque primi libri della Bibbia, ritenuti centrali nell'ebraismo. Gli altri quattro sono: il Discorso della Montagna (5-7), il Discorso missionario o apostolico (9, 35-1), il Discorso in parabole (13, 1-52) e il Discorso sulla Chiesa o comunitario (18, 1-35).

## Contenuto
Il discorso contiene un certo numero di affermazioni di Gesù che riguardano i tempi futuri; queste affermazioni sono da considerarsi come profezie:
1. la distruzione futura di Gerusalemme e del suo tempio;
2. tribolazioni per gli ebrei e per le nazioni del mondo;
3. vari segni dell'arrivo del figlio dell'uomo alla fine del mondo.

Dalla lettura sinottica emerge:
- il testo presentato dal Vangelo secondo Marco sembra il più primitivo. Si sofferma a parlare solamente della rovina di Gerusalemme.
- il Vangelo secondo Matteo mette insieme l'annuncio della rovina di Gerusalemme con quello della fine del mondo o parusia, integrando in più parti il testo di Marco[13].
- il Vangelo secondo Luca tratta della rovina di Gerusalemme, senza mescolarvi il discorso sulla fine del mondo che aveva già trattato in un brano separato[14].

## I segni ingannevoli

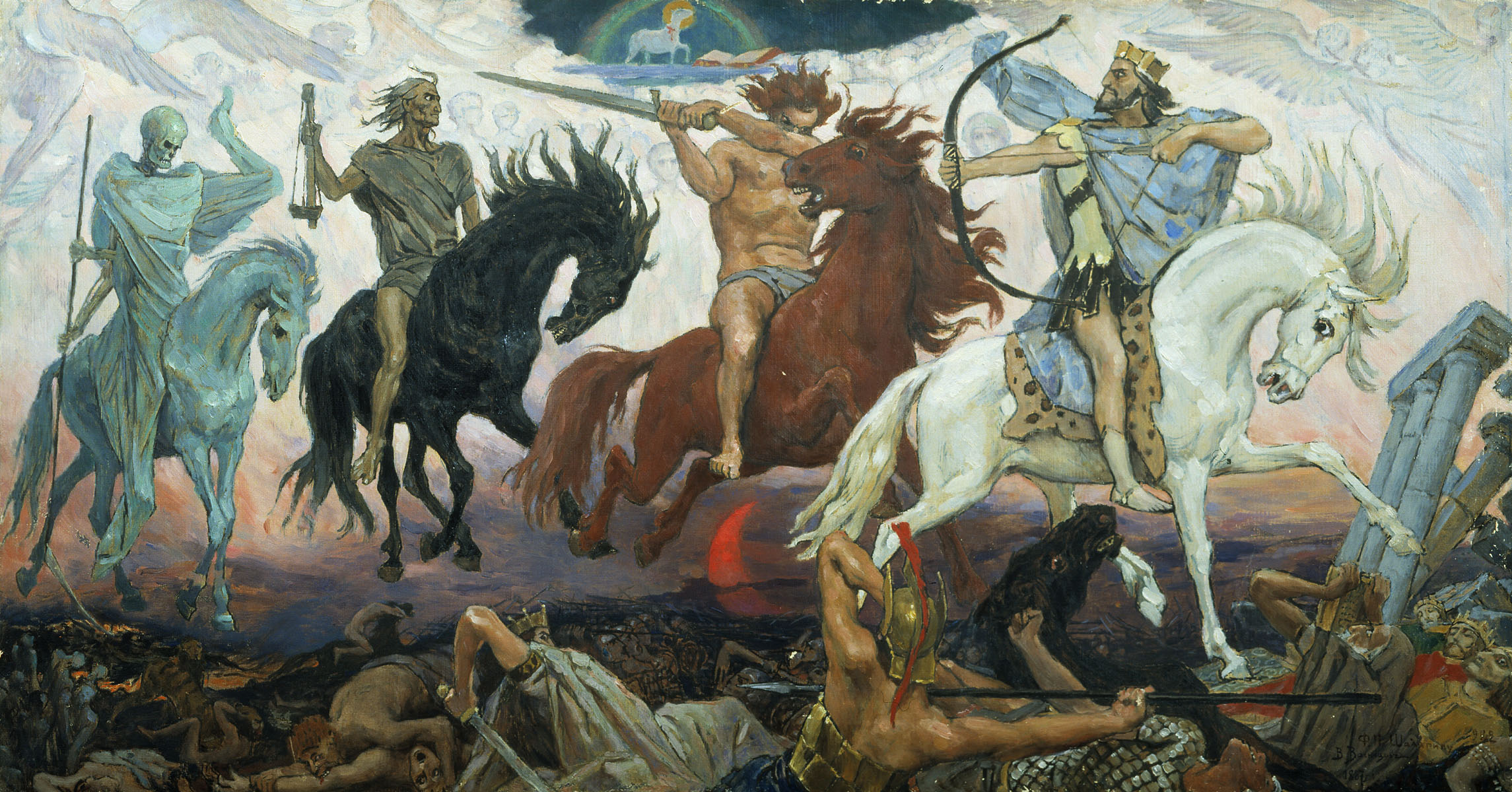
I Cavalieri dell'Apocalisse (1887) rappresentati da Victor Vasnetsov.

I segni elencati da Gesù condividono due caratteristiche: sono delle sciagure e non vanno ritenuti indicativi per il suo ritorno. Fra di essi sono presenti anche guerre, carestie, pestilenze e Anticristi, cioè "falsi Cristi e falsi profeti", quattro calamità o tribolazioni sovrapponibili ai Cavalieri dell'Apocalisse. Però Gesù esorta i discepoli a non lasciarsi trarre in inganno, a non allarmarsi e a non terrorizzarsi, poiché "è necessario che tutto questo avvenga, ma non sarà ancora la fine". Di conseguenza tali flagelli delle piccole apocalissi sinottiche suggeriscono una precisa esegesi dei corrispettivi Cavalieri giovannei: per entrambi non sarebbe lecita una lettura in chiave di segni escatologici e costituirebbero uno specifico caso di teologia negativa. L'unica eccezione riconducibile alla teologia positiva sarebbe il segno successivo corrispondente alla parabola del fico che germoglia, che però sinora nessuno è riuscito a decifrare tant'è che Gesù stesso prosegue aggiungendo: "Quanto poi a quel giorno e a quell'ora nessuno li sa, neanche gli angeli del cielo e neppure il Figlio, ma solo il Padre."

## I sette sigilli dell'Apocalisse
Il testo presenta forti analogie con la descrizione dei sette sigilli presente nel sesto capitolo dell'Apocalisse. L'insegnamento apocalittico di Gesù condizionò forma e contenuto della visione di san Giovanni, che presenta il medesimo ordine dei simboli descritti da Matteo 24, Marco 13 e Luca 21. 

La principale differenza consiste nel fatto che, mentre i Sinottici pongono l'enfasi sulla guerra ai falsi profeti, il Libro della Rivelazione presenta la vittoria del primo cavaliere. La simmetria fra i Sinottici e Apocalisse 6 permette di restringere l'ambito di identificazione del cavaliere bianco con una figura apocalittica, il Cristo trionfante sulla morte e sugli Inferi oppure la Seconda Bestia il cui compito di falso profeta è quello di condurre il genere umano all'adorazione della Prima Bestia.
Frederic Farrar (1831-1903) notò come l'assenza del discorso escatologico nel Vangelo di Giovanni fosse attribuibile al fatto che la stessa Apocalisse sia un commento esteso alle parole pronunciate da Gesù sul Monte degli Ulivi.

Vari commentatori statunitensi collocarono la prima attuazione storica delle profezie in corrispondenza del sesto decennio del primo secolo, in contemporanea alla conquista romana della Giudea e alla distruzione di Gerusalemme descritti da Giuseppe Flavio.